# Wapen van Amsterdam (schip, 1653)
Het koopvaardijschip Wapen van Amsterdam is in 1653 gebouwd voor de Amsterdamse kamer van de VOC. Het schip volbracht meerdere reizen naar Oost-Indië, onder meer onder admiraal Cornelis Coomans. Het schip had een laadvermogen van 460 last (920 ton). Terugkerend naar Patria leed het schipbreuk op IJsland, in de nacht van 19 september 1667. 140 bemanningsleden kwamen om het leven.
Vanwege de oorlog met Engeland voer het schip rond Groot-Brittannië en Ierland heen. Door stormweer werd nog verder noordwaarts uitgeweken. In het scheepsjournaal werd dit als volgt beschreven: Maer doen wij tot op de lengte van IJslandt ons gisteren te zijn, hebben den 17en September des nachts soodanigen storm uyt den Z. en Z.Z.O. beloopen, dat wij malcanderen daeghs daeraen meest alle uyt het gesicht waren en den tweeden dagh daeraen voort niemand meer vernamen, zeylende soo alleen (sijnde ondertusschen het weder wat bedaert) den cours nae voorseyde eylanden van Fero. 
De overlevenden kwamen aan op een onherbergzaam deel van IJsland en voedden zich met voedsel dat met een sloep van het wrak werd gehaald. Later keerde men met Deense schepen terug naar Nederland. 
In IJslandse volksverhalen speelt het schip een belangrijke rol. Er zou veel goud zijn aan boord. 

## Bronvermelding

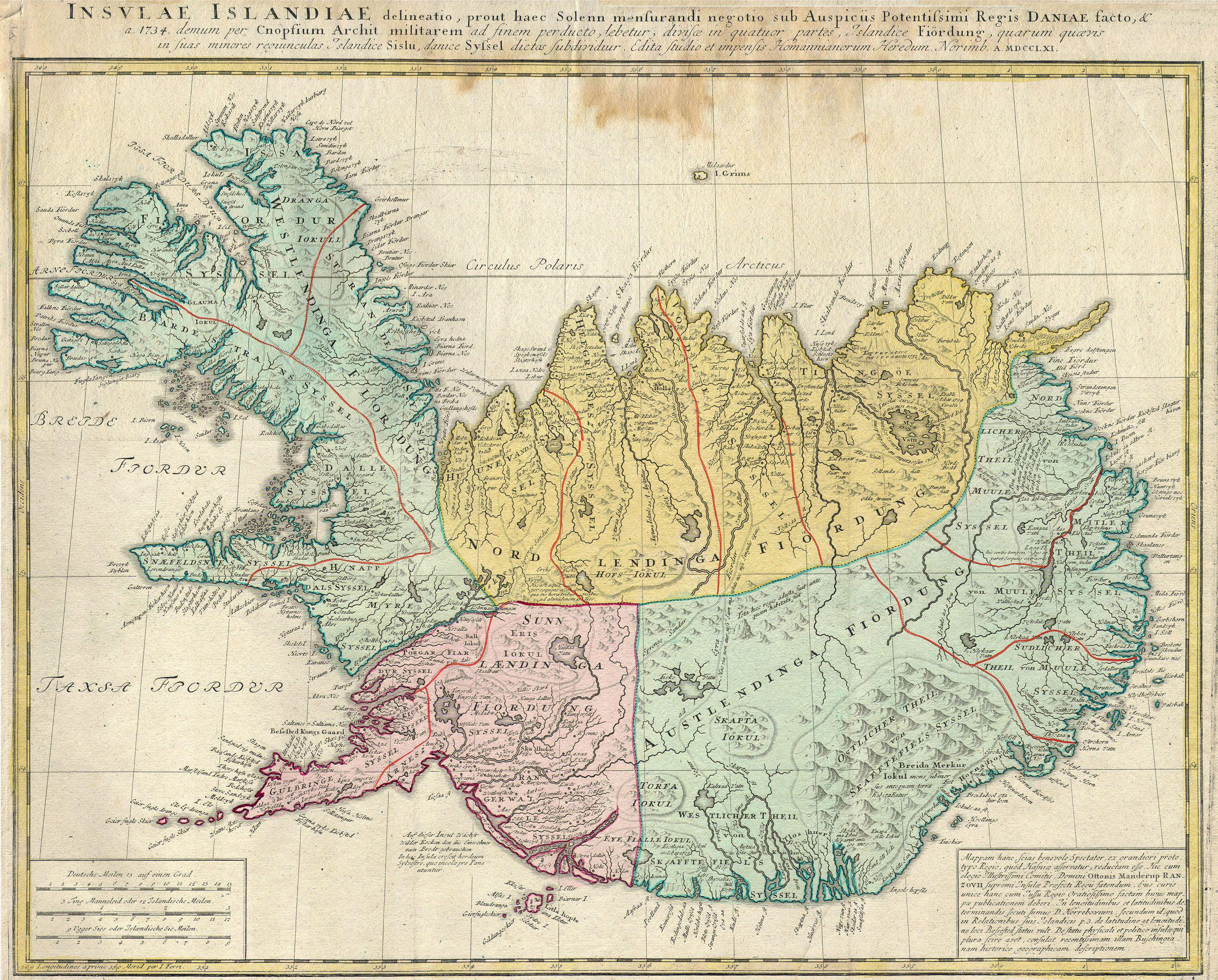
Historische kaart van IJsland